# Ramstein-Miesenbach
Ramstein-Miesenbach là một đô thị thuộc huyện of Kaiserslautern bang Rheinland-Pfalz in nước Đức. Đô thị Ramstein-Miesenbach có diện tích 43,03 km².
Trong cuộc cải cách hành chính bang Rheinland-Pfalz, Ramstein-Miesenbach đã được lập ngày 7 tháng 6 năm 1969 từ các làng Ramstein và Miesenbach. Ramstein-Miesenbach là trung tâm hành chính của Verbandsgemeinde ("đô thị tập thể") Ramstein-Miesenbach.